# Ford Mondeo Sport
Der Ford Mondeo Sport (bis Juni 2024 Ford Evos) ist ein Crossover-SUV, das ausschließlich in China von Changan Ford Automobile gebaut und unter der Marke Ford vermarktet wird.

## Geschichte
Vorgestellt wurde das Fahrzeug im April 2021 auf der Shanghai Auto Show. Seit September 2021 wird es verkauft. Das Crossover-SUV wurde bis Juni 2024 als „Evos“  vermarktet. Dann änderte Ford die Modellbezeichnung in „Mondeo Sport“, um die technische Verwandtschaft zum Ford Mondeo zu verdeutlichen. In der Motorpresse wurde darüber spekuliert, dass das Fahrzeug als Nachfolgemodell des Mondeo bzw. Fusion auch in Europa und Nordamerika in den Handel kommen könnte. Kurz nach der offiziellen Premiere wurde von Ford dann bestätigt, dass der Wagen nur für China bestimmt sei.
Im Armaturenbrett befindet sich ein 1,1 Meter breiter, berührungsempfindlicher Bildschirm mit 4K-Bildauflösung.

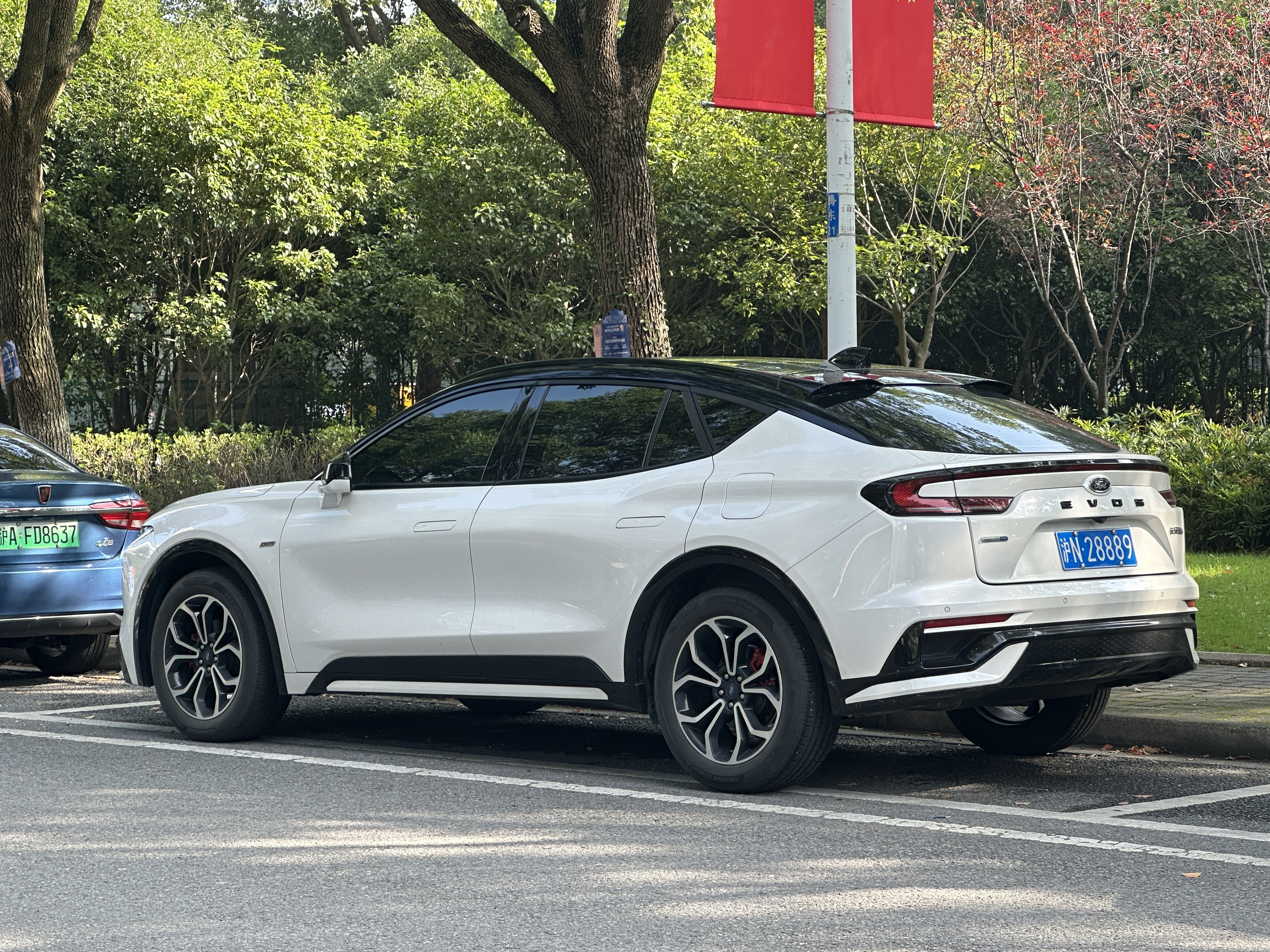
Heckansicht
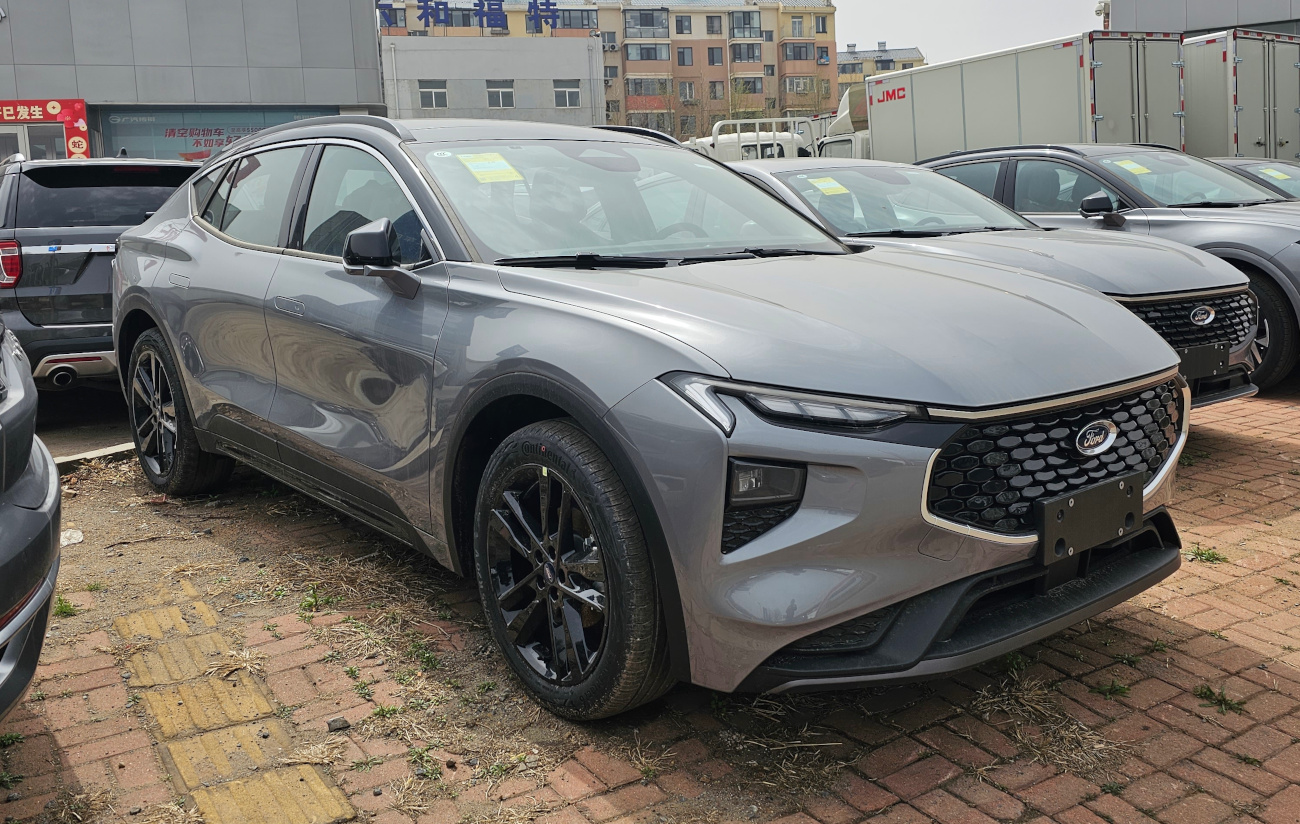
Ford Mondeo Sport (seit 2024)
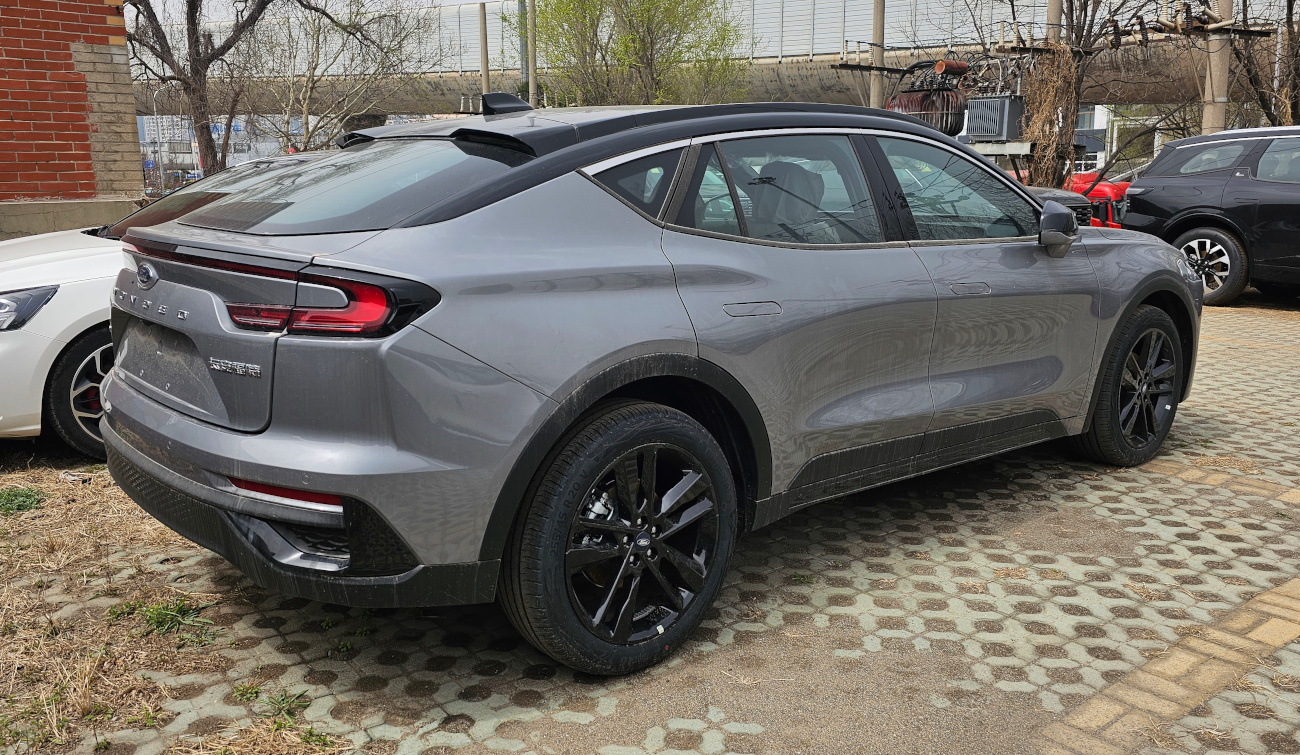
Heckansicht

## Technische Daten
Angetrieben wird der Evos von einem aufgeladenen Zweiliter-EcoBoost-Ottomotor mit 175 kW (238 PS). Er hat ein 8-Stufen-Automatikgetriebe und Vorderradantrieb. Mit der Umbenennung der Baureihe 2024 ersetzte ein Zweiliter-Otto-Hybrid den bisherigen Antrieb.
|                                             | Evos EcoBoost 245          | Mondeo Sport EcoBoost E-Hybrid |
| ------------------------------------------- | -------------------------- | ------------------------------ |
| Bauzeitraum                                 | 09/2021–06/2024            | seit 06/2024                   |
| Motorkenndaten                              |                            |                                |
| Motorart                                    | Ottomotor                  | Ottomotor + Elektromotor       |
| Motorbauart                                 | Reihen-Vierzylinder-Motor  | Reihen-Vierzylinder-Motor      |
| Motoraufladung                              | Turbolader                 | Turbolader                     |
| Hubraum                                     | 1999 cm³                   | 1995 cm³                       |
| max. Leistung bei min−1                     | 175 kW (238 PS) / 5500     | 227 kW (308 PS) / 5500         |
| max. Drehmoment bei min−1                   | 376 Nm / 2500–3750         | 403 Nm / 3000–4500             |
| Kraftübertragung                            |                            |                                |
| Antrieb                                     | Vorderradantrieb           | Vorderradantrieb               |
| Getriebe                                    | 8-Stufen-Automatikgetriebe | E-CVT                          |
| Messwerte                                   |                            |                                |
| Höchstgeschwindigkeit                       | 193 km/h                   | 201 km/h                       |
| Beschleunigung, 0–100 km/h                  | 6,6 s                      | k. A.                          |
| Kraftstoffverbrauch auf 100 km (kombiniert) | 7,5 l Super                | 6,0–6,1 l Super                |
| Tankinhalt                                  | 66 l                       | 53 l                           |
| Abgasnorm                                   | China VI                   | China VI                       |